# Von Winning

Wapen Nederlandse geslacht (1907)

Von Winning is een van oorsprong oud-adellijk geslacht uit Maagdenburg waarvan leden sinds 1907 tot de Nederlandse adel behoren.

## Geschiedenis
De stamreeks begint met Heinrich von Winning die vermeld wordt tussen 1484 en 1499. Zijn nazaat Carl Heinrich Otto Moritz von Winning (1835-1920) trad in 1861 in dienst van het Oost-Indische Leger, werd planter op Java, werd in 1873 genaturaliseerd tot Nederlander en werd bij Koninklijk Besluit van 21 december 1907 ingelijfd in de Nederlands adel waardoor hij en zijn nageslacht het predicaat jonkheer/jonkvrouw verkregen. Zijn vader Karl Friedrich Ferdinand von Winning (1802-1881), een Pruisisch majoor, was getrouwd met Klara Konradine von Gillhaussen (1814-1857) en deze laatste was een dochter van Cornelia Charlotte Wilhelmina d'Ablaing van Giessenburg, lid van de Nederlandse familie d'Ablaing. Er bestaan ook nog takken in Indonesië en Duitsland; een van die laatste takken ontstond doordat een zoon van de Nederlandse stamvader zich in Duitsland liet naturaliseren.
In 2014 waren er nog vier mannelijke afstammelingen van de Nederlandse tak in leven, van wie de laatste geboren is in 1980.

### Wapenbeschrijving
- In rood drie zilveren sikkels met gouden handvat, boven elkaar geplaatst. Een halfaanziende helm; een kroon van vijf bladeren, drie grote en twee kleine; dekkleden: rood, gevoerd van zilver; helmteken: een uitkomende vrouw van natuurlijke kleur met lang haar, gekleed in een rood gewaad, zilver afgezet aan hals en ellebogen, gekroond met een kroon van drie bladeren en twee parels, waaruit drie struisveren oprijzen, een rode tussen twee zilveren, en houdende in de opgeheven handen een sikkel als van het schild, naar elkaar toegewend.

## Enkele telgen
Jhr. Carl Heinrich Otto Moritz von Winning (1835-1920), officier, planter, in 1873 genaturaliseerd tot Nederlander, in 1907 ingelijfd in de Nederlandsse adel
- Jhr. Carl Friedrich ferdinand von Winning (1872-1939), officier in Pruisische dienst, genaturaliseerd tot Duitser en stamvader van een Duitse tak
- Jhr. dr. Carl Gustav Julius von Winning (1887-1973), arts, gynaecoloog, voorzitter afdeling Haarlem van de Koninklijke Nederlandsche Maatschappij tot bevordering der Geneeskunst, voorzitter en erelid van de Sociëteit Trou moet Blycken
  - Jhr. dr. Carl Heinrich Otto Moritz von Winning (1917-2002), oogarts, geneesheer-directeur en wetenschappelijk directeur Oogziekenhuis te 's-Gravenhage, voorzitter Nederlands Oogheelkundig Gezelschap
    - Jhr. Robert Bahhasar von Winning (1945), chef de famille

  - Jkvr. Wendeline von Winning (1919-1984); trouwde in 1943 met prof. mr. Theodore Willem Vogelaar (1919-1995), directeur-generaal Europese Gemeenschappen te Brussel, hoogleraar Europees recht Universiteit van Glasgow, bijzonder raadsadviseur OESO
  - Jkvr. drs. Maria Elisabeth von Winning (1924-2019); trouwde in 1946 met prof. dr. Adolf Hans Wiebenga (1918-1977), internist-gastro-enteroloog, hoogleraar ziekenhuiswetenschappen Universiteit van Amsterdam
    - Mr. Jan-Kees Wiebenga (1947), politicus